# Tricommatus brasiliensis
Tricommatus brasiliensis is een hooiwagen uit de familie Gonyleptidae.